# Ilex pringlei
Ilex pringlei là một loài thực vật có hoa trong họ Aquifoliaceae. Loài này được Standl. mô tả khoa học đầu tiên năm 1923.